# 把无产阶级专政下的继续革命进行到底
《把无产阶级专政下的继续革命进行到底 —— 学习《毛泽东选集》第五卷》，是华国锋1977年5月1日发表在《人民日报》上的长篇文章。

## 内容
此文章发表之前的1977年4月7日，中共中央作出关于学习《毛泽东选集》第五卷的决定。4月15日，《毛泽东选集》第五卷在全国发行。随后，中共中央在中国大陆各省掀起了学习《毛泽东选集》第五卷的群众运动，旨在宣传继承毛泽东遗志，深入揭批四人帮活动，把无产阶级专政下的继续革命进行到底。
华国锋指出：
贯穿在《毛泽东选集》第五卷的根本思想，就是坚持和发展马克思主义的不断革命的原理，在无产阶级夺得政权的时候，立即把民主革命转变为社会主义革命，在无产阶级专政下把社会主义革命继续进行下去。

## 参看
- 两个凡是